# Mykines
Mykines (far. wym. [ˈmiːʰtʃɪˌneːs], duń. Myggenæs) – najdalej wysunięta na zachód wyspa wchodząca w skład archipelagu Wysp Owczych. 

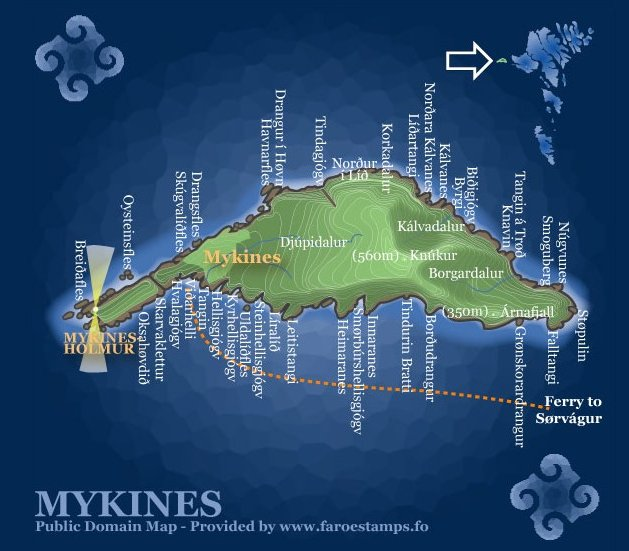
Mapa Mykines

Powierzchnia wyspy wynosi 10,3 km² (razem z Nólsoy 13 miejsce), a zamieszkuje ją jedynie 11 mieszkańców (15 pozycja), skupiających się w osadzie o tej samej nazwie, co sama wyspa. Na wyspie są dwie góry, większa Knúkur (560 m n.p.m.) i mniejsza Árnafjall (350 m n.p.m.). Nazwa wyspy pochodzić może od muc-mhara, co w Gaelicu oznaczać miało wieloryba. Mykines jest zamieszkana przez bardzo licznie tu występujące maskonury oraz głuptaki.
Tuż obok wyspy znajduje się wysepka Mykineshólmur, wybudowana w 1895 roku na którą przerzucony jest most nad przesmykiem Hólmgjógv. Można się tam dostać jedynie pieszo.

## Populacja wyspy
| Rok  | Populacja | Rok  | Populacja |
| ---- | --------- | ---- | --------- |
| 1769 | 61        | 1925 | 179       |
| 1870 | 114       | 1940 | 170       |
| 1890 | 154       | 2004 | 11        |